# フットボールス・アルスヴェンスカン1970
フットボールス・アルスヴェンスカン 1970 は、スウェーデン最上位サッカーリーグの第46シーズン目である。マルメFFが8回目の優勝を決め、通算8回目のスヴェンスカ・メスタレ・イ・フットボールとなった。前半戦は4月12日から5月13日まで、後半戦は8月4日から10月25日まで行われた。ただし開幕節のうち2試合は延期され、サマーブレイク中に開催された。

## 出来事
- 後半戦序盤の8月、ハンマルビーIFの若いファンたちがスタンドに立って自作のチャントを歌い始めた。スウェーデンにおけるモダンな組織的応援の始まりとされ、SVTで放送されていた外国サッカー情報番組、ティップスエクストラ（スウェーデン語版）で流れていた、イングランドの試合映像から着想を得たものである。[3][4][5]。
- 最終節、オレブルーSKは本拠地イーラヴァッレンにて昨季王者IFKヨーテボリを1－0で撃破した。残り8分、興奮したIFKGファンがピッチに乱入してゴールマウスを壊し、途中打ち切り・再試合に持ち込もうとしたが、かなわず。ディヴィショーンII降格が決定した[6]。

## 順位表
| 順 | チーム               | 試 | 勝 | 分 | 敗 | 得 | 失 | 差  | 点 | 出場権または降格                       |
| -- | -------------------- | -- | -- | -- | -- | -- | -- | --- | -- | -------------------------------------- |
| 1  | マルメFF (C)         | 22 | 11 | 7  | 4  | 30 | 20 | +10 | 29 | UEFAチャンピオンズカップ 1971-72出場   |
| 2  | オートヴィダバリスFF | 22 | 12 | 4  | 6  | 40 | 29 | +11 | 28 | UEFAカップウィナーズカップ 1971-72出場 |
| 3  | ジュールゴーデンスIF | 22 | 8  | 8  | 6  | 35 | 29 | +6  | 24 | UEFAカップ 1971-72出場                 |
| 4  | IFエルフスボリ       | 22 | 8  | 8  | 6  | 30 | 31 | −1  | 24 | UEFAカップ 1971-72出場                 |
| 5  | ハンマルビーIF       | 22 | 8  | 7  | 7  | 33 | 32 | +1  | 23 |                                        |
| 6  | IFKノールシャーピン  | 22 | 7  | 8  | 7  | 33 | 22 | +11 | 22 |                                        |
| 7  | エステシュIF         | 22 | 7  | 7  | 8  | 29 | 30 | −1  | 21 |                                        |
| 8  | オレブルーSK         | 22 | 9  | 2  | 11 | 31 | 24 | +7  | 20 |                                        |
| 9  | AIK                  | 22 | 7  | 6  | 9  | 17 | 24 | −7  | 20 |                                        |
| 10 | オルグリーテIS       | 22 | 6  | 8  | 8  | 25 | 35 | −10 | 20 |                                        |
| 11 | IFKヨーテボリ (R)    | 22 | 6  | 5  | 11 | 28 | 36 | −8  | 17 | ディヴィショーン・トヴォー1971降格     |
| 12 | GAIS (R)             | 22 | 5  | 6  | 11 | 27 | 46 | −19 | 16 | ディヴィショーン・トヴォー1971降格     |

1. ↑  スヴェンスカ・クッペン・イ・フットボール1970/1971（スウェーデン語版）優勝による出場

## 観客動員数

### 動員数上位試合
- 32 229: ハンマルビーIF–AIK 2–0, ロースンダ・スタディオン 1970年9月24日
- 29 842: ハンマルビーIF–マルメFF 1–1, ロースンダ・スタディオン 1970年10月4日
- 25 665: ユールゴーデンスIF–ハンマルビーIF 1–1, ロースンダ・スタディオン 1970年9月3日
- 25 032: ユールゴーデンスIF–AIK 4–1, ロースンダ・スタディオン 1970年5月13日

### 平均動員数上位クラブ
- 13 036: マルメFF
- 12 548: ハンマルビーIF
- 11 363: IFKヨーテボリ

## 得点ランキング
- 16点: ボー・ラーション（スウェーデン語版）, マルメFF
- 13点: ヤン・フェーストレム（スウェーデン語版）, ハンマルビーIF
- 10点: オーヴェ・エークルンド（スウェーデン語版）, オートヴィダバリスFF

## スヴェンスカ・メスタレ
マルメFFの選手・スタッフ。

監督: アントニオ・ドゥラーン
- ローランド・アンデション（スウェーデン語版）
- ロイ・アンデション（スウェーデン語版）
- トミー・アクセルソン
- ロルフ・ビョークルンド（スウェーデン語版）
- ラーシュ・グランストレム（スウェーデン語版）
- ニルス・ヒュールト（スウェーデン語版）
- クリストフェル・ヤーコブソン
- ハルリ・ヨーンソン（スウェーデン語版）
- ウルフ・クレアンデル
- クリステル・クリステンソン（スウェーデン語版）
- ボー・ラーション（スウェーデン語版）
- クート・オルスバリ（スウェーデン語版）
- イングヴァル・スヴァーン（スウェーデン語版）
- スタッファン・タッペル（スウェーデン語版）